# Behind the Wheel
«Behind the Wheel» (en español, Detrás del volante) es el vigésimo disco sencillo del grupo inglés de música electrónica Depeche Mode, el tercero desprendido de su álbum Music for the Masses, publicado en diciembre de 1987; mientras en Estados Unidos apareció hasta 1988.
Behind the Wheel es una canción compuesta por Martin Gore, como lado B apareció una versión de Depeche Mode del tema de Bobby Troup, Route 66, cantada por Gore y con una musicalización casi idéntica a la de Behind the Wheel, de hecho existe incluso una versión que mezcla ambas canciones. Route 66 fue además, después de siete años de existencia, el primer cover que grabara Depeche Mode.

## Descripción
Behind the Wheel es un tema de inspiración minimalista a base de sonidos complementados sin que ninguno prevalezca sobre los demás, conducido por el sampler de unas cuerdas, en suma un experimento de como realizar una canción con todos y cada uno de sus elementos teniendo el mismo protagonismo, aunque resaltan sobre todo las notas del teclado agudo, una notación lenta de cuatro en tres, con cuerdas de la guitarra eléctrica de Martin Gore al cabo de cada tempo y el acompañamiento de Alan Wilder dándole dramatismo a la introducción, los puentes y el cierre, mientras en las estrofas hace un discreto acompañamiento de efectos.
La letra es una provocativa propuesta de darle el control al otro disfrazada de función trepidante y vertiginosa, aunque llama la atención el modo en que está armada, son sólo tres estrofas a dueto en su totalidad, sin coros pero con estribillos en la coda. Como curiosidad, la canción está rodeada de la leyenda de que Martin Gore la escribió inspirado en el hecho de que él no sabe conducir.
En realidad fue uno de los primeros temas de DM en que se acentuaba un modo más rock de música debido a la contundencia de la guitarra que adquiría un mucho mayor protagonismo pese a ocupar secciones muy específicas, mientras relativamente relegaba el elemento electrónico y conservaba un poco la forma de función industrial por la dureza de la percusión y su letra descarada, aunque paradójicamente la base sea sólo minimalista.
Para la versión como disco sencillo la edición de sonido es distinta, esta es la llamada Remix; empero, solo la edición de sonidos que aparecen con diferente resonancia, porque todos los elementos, las estrofas y la letra están en el mismo lugar.

## Formatos

### En disco de vinilo
7 pulgadas Mute Bong15  Behind the Wheel - Remix
| Lado A |                            |          |  |
| N.º    | Título                     | Duración |  |
| 1.     | «Behind the Wheel» (Remix) | 4:00     |  |

| Lado B |            |          |  |
| N.º    | Título     | Duración |  |
| 1.     | «Route 66» | 4:08     |  |

7 pulgadas Sire 9 27991-7  Behind the Wheel
| Lado A |                            |          |  |
| N.º    | Título                     | Duración |  |
| 1.     | «Behind the Wheel» (Remix) | 3:58     |  |

| Lado B |                                               |          |  |
| N.º    | Título                                        | Duración |  |
| 1.     | «Route 66/Behind the Wheel» (Mega Single Mix) | 4:15     |  |

12 pulgadas Mute 12 Bong15  Behind the Wheel - Remixed by Shep Pettibone
| Lado A |                                                |          |  |
| N.º    | Título                                         | Duración |  |
| 1.     | «Behind the Wheel» (Remixed by Shep Pettibone) | 5:55     |  |

| Lado B |                                         |          |  |
| N.º    | Título                                  | Duración |  |
| 1.     | «Route 66» (Remixed by The Beatmasters) | 6:19     |  |

12 pulgadas Mute L12 Bong15  Behind the Wheel - Beatmasters Mix
| Lado A |                                      |          |  |
| N.º    | Título                               | Duración |  |
| 1.     | «Behind the Wheel» (Beatmasters Mix) | 7:58     |  |

| Lado B |                           |          |  |
| N.º    | Título                    | Duración |  |
| 1.     | «Route 66» (Casualty Mix) | 10:37    |  |

12 pulgadas Sire 0-20858  Behind the Wheel / Route 66 - Megamix
| Lado A |                                       |          |  |
| N.º    | Título                                | Duración |  |
| 1.     | «Behind the Wheel/Route 66» (Megamix) | 7:50     |  |
| 2.     | «Behind the Wheel/Route 66» (Megadub) | 6:14     |  |

| Lado B |                                           |          |  |
| N.º    | Título                                    | Duración |  |
| 1.     | «Behind the Wheel» (Shep Pettibone Remix) | 5:50     |  |
| 2.     | «Behind the Wheel» (Beatmasters Mix)      | 8:00     |  |

12 pulgadas Sire PRO-A-2952  Behind the Wheel
| Lado A |                                     |          |  |
| N.º    | Título                              | Duración |  |
| 1.     | «Behind the Wheel» (Extended Remix) | 5:50     |  |
| 2.     | «Behind the Wheel» (Dub)            | 6:00     |  |

| Lado B |                                      |          |  |
| N.º    | Título                               | Duración |  |
| 1.     | «Behind the Wheel» (Beatmasters Mix) | 8:00     |  |
| 2.     | «Behind the Wheel» (7” DJ Remix)     | 3:48     |  |

Promocional

### En CD
CD 1990
Ese año se publicó por primera vez el sencillo en formato digital de CD.
| Mute CD Bong15 Behind the Wheel - Remix |                                         |          |  |
| N.º                                     | Título                                  | Duración |  |
| 1.                                      | «Behind the Wheel» (7” Remix)           | 4:00     |  |
| 2.                                      | «Route 66»                              | 4:00     |  |
| 3.                                      | «Behind the Wheel» (Shep Pettibone Mix) | 3:54     |  |
| 4.                                      | «Behind the Wheel» (LP Mix)             | 5:06     |  |

CD 1992 y 2004
En 1992 se publicó de nuevo en formato digital, como reedición en CD de sencillo. Para 2004 con ese mismo contenido se publicó para incluirlo en la colección The Singles Boxes 1-6 de ese año.
| Mute CD Bong15 Mute CD Bong15X Behind the Wheel - Remix |                                           |          |  |
| N.º                                                     | Título                                    | Duración |  |
| 1.                                                      | «Behind the Wheel» (Remix)                | 4:02     |  |
| 2.                                                      | «Route 66»                                | 4:10     |  |
| 3.                                                      | «Behind the Wheel» (Shep Pettibone Remix) | 5:55     |  |
| 4.                                                      | «Route 66» (Beatmasters Mix)              | 6:20     |  |
| 5.                                                      | «Behind the Wheel» (Beatmasters Mix)      | 8:00     |  |
| 6.                                                      | «Route 66» (Casualty Mix)                 | 10:41    |  |
| 7.                                                      | «Behind the Wheel» (L.P. Mix)             | 5:19     |  |

CD 2011
CD sencillo promocional para los Estados Unidos con motivo de la colección Remixes 2: 81-11, con la mezcla del tema realizada especialmente por Vince Clarke.

| Reprise Records Behind the Wheel 2011 |                                                                        |          |  |
| N.º                                   | Título                                                                 | Duración |  |
| 1.                                    | «Behind the Wheel» (Vince Clarke Extended Vocal)                       | 6:42     |  |
| 2.                                    | «Behind the Wheel» (Mark Picchiotti Re-Edited Vince Clarke Dub)        | 6:44     |  |
| 3.                                    | «Behind the Wheel» (Mark Picchiotti Re-Edited Vince Clarke Radio Edit) | 3:35     |  |

## Vídeo promocional
"Behind the Wheel" fue dirigido por Anton Corbijn y cuenta con la aparición de la actriz italiana Ippolita Santarelli, aunque existen dos ediciones diferentes, la primera se incluyó en la colección Strange de 1988, mientras la segunda aparece en The Videos 86>98 de 1998, después se incluyó en The Best of Depeche Mode Volume 1 de 2006 en su edición en DVD y en Video Singles Collection de 2016.
Como curiosidad la historia del vídeo está continuada con la del vídeo de "Never Let Me Down Again" y éste prácticamente comienza en donde se queda aquel, cuando una chica en una compacta moto europea le da un “aventón” a Dave Gahan hasta la ciudad y él sólo le da el control al tiempo que esta se convierte en su manera de acercarse cada vez más a ella. Por lo demás, la pareja llega hasta una taberna, fuera de la cual los esperan los otros miembros de DM, Gahan se convierte cada vez más en un casanova y termina dominando a la chica, o se convierte él en el dominado sin haberse dado cuenta, pues antes tiene que esperar a que ella se cambie. Fácilmente uno de los vídeos más simbólicos de DM.
Para su presentación en el Memento Mori World Tour, el vídeo mismo fue utilizado a manera de proyección en concierto.

## En directo
El tema ha sido uno de los más consistentes en conciertos de DM, así estuvo presente en el correspondiente Tour for the Masses y después en las giras World Violation Tour, Devotional Tour, Exotic Tour, Touring the Angel, Tour of the Universe, Delta Machine Tour y posteriormente reapareció en el Memento Mori World Tour. Desde 1993 se realiza con Martin Gore en la guitarra eléctrica en lugar del sampler original con que la llevaban a cabo.
La tan característica notación de teclado en tres notas a cuatro tiempos desde siempre la realiza Andrew Fletcher, mientras Martin Gore en la guitarra al mismo tiempo canta, pues se lleva a cabo tal como está en el álbum, a dos voces, en los últimos años Peter Gordeno haciendo el segundo acompañamiento de sintetizador, la parte que hacía Wilder, y Christian Eigner desde que se incorporó al grupo hace la batería acústica contra la caja de ritmos de los primeros años.
Adicionalmente la versión de Depeche Mode de Route 66 se interpretó durante el World Violation Tour como cierre de conciertos, pero cantada por David Gahan, aunque de hecho se llevaba a cabo en una versión continuada tras Behind the Wheel en referencia/reproducción de la versión híbrida del sencillo.